# Kay Starr
Pour les articles homonymes, voir Starr.
Catherine Laverne Starks (21 juillet 1922 - 3 novembre 2016), connue  sous le nom de Kay Starr, est une chanteuse américaine qui a connu un succès considérable à la fin des années 1940 et 1950. 

## Discographie

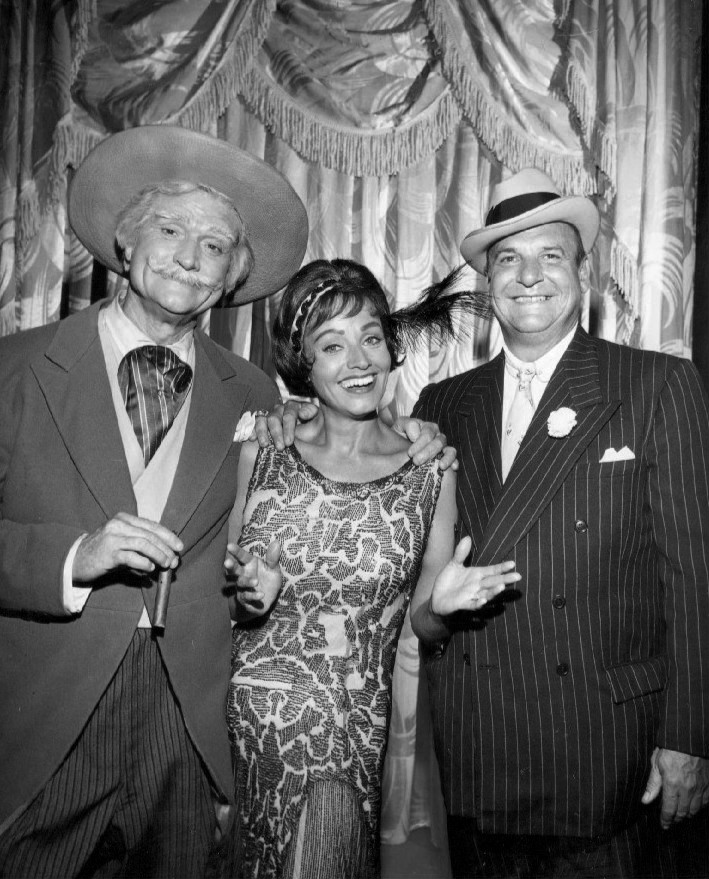
Red Skelton, Kay Starr et Jackie Coogan en 1962 au Red Skelton Show.